# Iakîmivți, Lanivți
Iakîmivți (în ucraineană Якимівці) este localitatea de reședință a comunei Iakîmivți din raionul Lanivți, regiunea Ternopil, Ucraina.

## Demografie
Componența lingvistică a localității Iakîmivți
     Ucraineană (99,39%)
     Alte limbi (0,61%)
Conform recensământului din 2001, majoritatea populației localității Iakîmivți era vorbitoare de ucraineană (99,39%), existând în minoritate și vorbitori de alte limbi.